# N6-Methyladenosin
N6-Methyladenosin (m6A) wurde erstmals in den 1970er Jahren identifiziert und charakterisiert und ist eine häufige Modifikation in mRNA und DNA. Es kommt in einigen Viren und den meisten Eukaryoten einschließlich Säugetieren, Insekten, Pflanzen und Hefe vor. Sie findet sich auch in tRNA, rRNA und small nuclear RNA (snRNA) sowie in einigen langen nicht-kodierenden RNAs wie Xist.
Die Methylierung von Adenosin wird durch einen großen m6A-Methyltransferase-Komplex gesteuert, der METTL3 enthält, die Untereinheit, die S-Adenosyl-L-Methionin (SAM) bindet. In vitro methyliert dieser Methyltransferase-Komplex bevorzugt RNA-Oligonukleotide, die GGACU enthalten, und eine ähnliche Präferenz wurde in vivo für die m6A-Stellen in der genomischen RNA des Rous-Sarkom-Virus und in der bovinen Prolaktin-mRNA beobachtet. In neueren Studien wurden weitere Schlüsselkomponenten des m6A-Methyltransferase-Komplexes in Säugetieren charakterisiert, darunter METTL14, Wilms Tumor 1 assoziiertes Protein (WTAP), VIRMA und METTL5. Nach Spekulationen im Jahr 2010, dass m6A in der mRNA dynamisch und reversibel ist, bestätigte die Entdeckung der ersten m6A-Demethylase, dem Fettmasse- und Adipositas-assoziierten Protein (FTO), im Jahr 2011 diese Hypothese. Eine zweite m6A-Demethylase, alkB homolog 5 (ALKBH5), wurde später entdeckt.
Die biologischen Funktionen von m6A werden durch eine Gruppe von RNA-bindenden Proteinen vermittelt, die spezifisch methyliertes Adenosin auf RNA erkennen. Diese Bindungsproteine werden als m6A-Reader bezeichnet. Die Proteine der YT521-B-Homologie (YTH)-Domänenfamilie (YTHDF1, YTHDF2, YTHDF3 und YTHDC1) wurden als direkte m6A-Reader charakterisiert und besitzen eine konservierte m6A-Bindungstasche. Insulinähnlicher Wachstumsfaktor-2 mRNA-bindende Proteine 1 (IGF2BP1), 2 (IGF2BP2), and 3 (IGF2BP3) wurden als eine neue Klasse von m6A-Reader beschrieben. IGF2BPs nutzen K-Homologie (KH)-Domänen, um selektiv m6A-haltige RNAs zu erkennen und deren Translation und Stabilität zu fördern. Diese m6A-Reader bilden zusammen mit m6A-Methyltransferasen (Writers) und Demethylasen (Erasers) einen komplexen Mechanismus der m6A-Regulation, in dem Writers und Erasers die Verteilung von m6Aauf der RNA bestimmen, während die Reader m6A-abhängige Funktionen vermitteln. m6A vermittelt außerdem einen strukturellen Schalter, den sogenannten m6A-Switch.
Die Spezifität der m6A-Installation auf der mRNA wird durch die Exon-Architektur und Exon-Junction-Komplexe (EJC) kontrolliert. Exon-Junction-Komplexe unterdrücken die m6A-Methylierung in der Nähe von Exon-Exon-Grenzen, indem sie die RNA in ihrer Nähe verpacken und vor der Methylierung durch den m6A-Methyltransferase-Komplex schützen. m6A-Regionen in langen internen und terminalen Exons, die von Exon-Exon-Grenzen und Exon-Junction-Komplexen entfernt sind, entgehen der Unterdrückung durch Exon-Junction-Komplexe und können von dem Methyltransferase-Komplex methyliert werden.

## Hintergrund
N6-Methyladenosin (m6A) ist ein Nukleosid und kommt in der tRNA, rRNA, mRNA, ncRNA und snRNA vor. Es besteht aus der β-D-Ribofuranose (Zucker) und dem N6-Methyladenin, ist ein Derivat des Adenosins, welches an der Aminogruppe methyliert ist und entsteht enzymatisch durch Methylierung von Adenosin mittels der N6-Adenosin-Methyltransferase.
Die dimethylierte Variante ist das N6,N6-Dimethyladenosin.

## Vorkommen in Arten

### Hefe
In der Knospenhefe (Saccharomyces cerevisiae) wird die Expression des Homologs von METTL3, IME4, in diploiden Zellen als Reaktion auf einen Mangel an Stickstoff und fermentierbaren Kohlenstoffquellen induziert und ist für die mRNA-Methylierung und die fehlerlose Initiierung der Meiose und Sporulation notwendig. mRNAs von IME1 und IME2 (frühe Regulatoren der Meiose), sind als Ziele der Methylierung bekannt, ebenso wie die Transkripte von IME4 selbst.

### Pflanzen
In Pflanzen liegt der größte Teil von m6A innerhalb von 150 Nukleotiden vor dem Beginn des Poly(A)-Schwanzes.
Mutationen in MTA, dem Homologen von METTL3 in Arabidopsis thaliana, führen zum Stillstand des Embryos im Kugelstadium. Eine >90%ige Reduktion des m6A-Spiegels in reifen Pflanzen führt zu dramatisch veränderten Wachstumsmustern und homöotischen Anomalien der Blüten.

### Säugetiere
Die Kartierung von m6A in der RNA von Mensch und Maus ergab mehr als 18.000 m6A-Stellen in den Transkripten von mehr als 7.000 menschlichen Genen mit der Konsensussequenz [G/A/U][G>A]m6AC[U>A/C], die mit dem zuvor identifizierten Motiv übereinstimmt. Die Lokalisation einzelner m6A-Stellen in vielen mRNAs ist bei Mensch und Maus sehr ähnlich, und transkriptomweite Analysen zeigen, dass m6A in Regionen mit hoher evolutionärer Konservierung zu finden ist. m6A findet sich innerhalb langer interner Exons und ist bevorzugt in 3'-UTRs und um Stoppcodons angereichert. m6A innerhalb von 3'-UTRs ist auch mit dem Vorhandensein von microRNA-Bindungsstellen assoziiert; etwa 2/3 der mRNAs, die eine m6A-Stelle innerhalb ihres 3'-UTRs enthalten, besitzen auch mindestens eine microRNA-Bindungsstelle. Durch die Integration von m6A-Sequenzierungsdaten hat die Datenbank RMBase ~200.000 Stellen in den Genomen von Mensch und Maus identifiziert und verfügbar gemacht, die N6-Methyladenosinen (m6A) in RNA entsprechen.
Die genaue Kartierung von m6A durch m6A-CLIP/IP (kurz m6A-CLIP) ergab, dass sich der Großteil von m6A im letzten Exon von mRNAs in verschiedenen Geweben/kultivierten Zellen von Maus und Mensch befindet, und dass die m6A-Anreicherung um Stoppcodons nicht signifikant ist, da sich viele Stoppcodons um den Anfang der letzten Exons liegen, wo m6A tatsächlich angereichert vorkommt. Das hohe Vorkommen von m6A im letzten Exon (>=70 %) deutet auf eine mögliche Regulation der 3'UTR einschließlich alternativer Polyadenylierung hin. Die Kombination von m6A-CLIP mit strenger Zellfraktionierungsbiochemie zeigt, dass m6A-mRNA-Modifikationen in naszierende pre-mRNAs eingebaut werden und nicht für das Spleißen notwendig sind, aber den zytoplasmatischen Umsatz spezifizieren.
m6A unterliegt einer dynamischen Regulation sowohl während der Entwicklung als auch als Antwort auf zelluläre Stimuli. Die Analyse von m6A in der RNA des Gehirns von Mäusen zeigt, dass die m6A-Konzentrationen während der Embryonalentwicklung niedrig sind und im Erwachsenenalter drastisch ansteigen. In mESCs und während der Entwicklung von Mäusen konnte gezeigt werden, dass FTO die Demethylierung von m6A in der LINE1-RNA vermittelt und dadurch den lokalen Chromatinstatus und die Transkription benachbarter Gene beeinflusst. Darüber hinaus hat das Silencing der m6A-Methyltransferase signifikante Auswirkungen auf die Genexpression und alternative RNA-Spleißmuster, was zu einer Modulation des p53-Signalwegs (auch bekannt als TP53) und zu Apoptose führt.
m6A findet sich auch auf den RNA-Komponenten der R-Schleifen in menschlichen Zellen, wo es an der Regulation der Stabilität von RNA:DNA-Hybriden beteiligt ist.
Die Bedeutung der m6A-Methylierung für physiologische Prozesse wurde kürzlich nachgewiesen. Die Hemmung der m6A-Methylierung durch pharmakologische Inhibition der zellulären Methylierung oder spezifischer durch siRNA-vermitteltes Silencing der m6A-Methylase METTL3 führte zu einer Verlängerung der circadianen Periode. Im Gegensatz dazu führte eine Überexpression von METTL3 zu einer Verkürzung der Periode. Die zirkadiane Uhr der Säugetiere, die aus einer transkriptionellen Rückkopplungsschleife besteht, die so reguliert ist, dass sie mit einer Periode von etwa 24 Stunden oszilliert, reagiert also sehr empfindlich auf Störungen der m6A-abhängigen RNA-Prozessierung, was wahrscheinlich auf die Anwesenheit von m6A-Stellen in den Gentranskripten der Uhr zurückzuführen ist. Die Auswirkungen einer globalen Inhibition der Methylierung auf die circadiane Periode in Mauszellen können durch die ektopische Expression eines Enzyms aus dem bakteriellen Methylmetabolismus verhindert werden. Mauszellen, die dieses bakterielle Protein exprimieren, sind resistent gegen eine pharmakologische Hemmung des Methylmetabolismus und zeigen keine Abnahme der mRNA-Methylierung oder der Proteinmethylierung.

## Klinische Relevanz
Angesichts der vielfältigen Funktionen von m6A in verschiedenen physiologischen Prozessen ist es nicht verwunderlich, dass Verbindungen zwischen m6A und zahlreichen menschlichen Krankheiten gefunden wurden, von denen viele auf Mutationen oder Einzelnukleotid-Polymorphismen (SNPs) verwandter Faktoren von m6A zurückzuführen sind. Zusammenhänge zwischen m6A und zahlreichen Krebsarten wurden bei Magenkrebs, Prostatakrebs, Brustkrebs, Bauchspeicheldrüsenkrebs, Nierenkrebs, Mesotheliom, Sarkom und Leukämie nachgewiesen. Eventuell stärkere Auswirkungen von m6A auf die Proliferation von Krebszellen sind Gegenstand laufender Forschung. Bereits bekannt ist, dass die Depletion von METTL3 die Apoptose von Krebszellen induziert und die Invasivität von Krebszellen reduziert, während die Aktivierung von ALKBH5 durch Hypoxie nachweislich zur Akkumulation von Krebsstammzellen führt. m6A wurde auch für die Regulation der Energiehomöostase und Fettleibigkeit in Betracht gezogen, da FTO ein wichtiges Regulatorgen des Energiestoffwechsels ist. Es wurde gezeigt, dass SNPs von FTO mit dem Body-Mass-Index in menschlichen Populationen und dem Auftreten von Adipositas und Diabetes assoziiert sind. Vermutlich beeinflusst FTO auch die Differenzierung von Adipozyten. Der Zusammenhang zwischen m6A und neuronalen Störungen wurde ebenfalls untersucht. Beispielsweise könnten neurodegenerative Erkrankungen durch m6A beeinflusst werden, da die dopaminerge kognitive Signalübertragung von FTO und der korrekten m6A-Methylierung wichtiger Signaltranskripte abhängt. Es ist bekannt, dass Mutationen in HNRNPA2B1, einem potentiellen Leser von m6A, Neurodegeneration verursachen können. IGF2BP1-3, eine neue Klasse von m6A-Lesern, hat onkogene Funktionen. Der Knockdown oder Knockout von IGF2BP1-3 reduzierte die Expression des MYC-Proteins, die Zellproliferation und die Koloniebildung in menschlichen Krebszelllinien. ZC3H13, ein Protein des m6A-Methyltransferase-Komplexes, hemmt bei Knockout signifikant das Wachstum von Darmkrebszellen.
Außerdem hat m6A einen Einfluss auf Virusinfektionen. Es ist bekannt, dass viele RNA-Viren wie SV40, Adenoviren, Herpesviren, Rous-Sarkom-Viren und Influenzaviren eine interne m6A-Methylierung auf der genomischen RNA des Virus aufweisen. Mehrere Studien konnten zeigen, dass m6A-Regulatoren die Effizienz der Infektion, Replikation, Translation und des Transports von RNA-Viren wie dem humanen Immundefizienz-Virus (HIV), dem Hepatitis-B-Virus (HBV), dem Hepatitis-C-Virus (HCV) und dem Zika-Virus (ZIKV) kontrollieren. Diese Ergebnisse deuten darauf hin, dass m6A und seine verwandten Faktoren eine entscheidende Rolle bei der Regulation der viralen Lebenszyklen und der Wirt-Virus-Interaktionen spielen.
Neben den Auswirkungen auf die Viren selbst können m6A-Modifikationen auch die angeborene Immunantwort stören. So konnte bei HBV gezeigt werden, dass m6A-Modifikationen die Erkennung von Viren durch RIG-1, einen Mustererkennungsrezeptor des Immunsystems, stören. Modifikationen können auch nachgeschaltete Signalwege über Mechanismen wie Ubiquitinierung und Veränderungen der Proteinexpression stören.

## In Bakterien
Die m6A-Methylierung ist auch in Bakterien weit verbreitet und beeinflusst Funktionen wie DNA-Replikation, -Reparatur und -Genexpression sowie die prokaryotische Abwehr.
Bei der Replikation markieren m6A-Modifikationen DNA-Regionen, in denen die Initiationsphase stattfindet, und regulieren über die Dam-Methyltransferase in E. coli den zeitlichen Ablauf. Ein weiteres Enzym, die Dam-DNA-Methylase, reguliert die Mismatch-Reparatur mit Hilfe von m6A-Modifikationen, die andere Reparaturproteine beeinflussen, indem sie spezifische Mismatches erkennen.
In einigen Fällen des DNA-Schutzes spielen m6A-Methylierungen (zusammen mit m4C-Modifikationen) eine Rolle beim Schutz bakterieller DNA, indem sie bestimmte Endonukleasen über das Restriktionsmodifikationssystem beeinflussen und so den Einfluss von Bakteriophagen verringern. Eine solche Rolle besteht in der Einführung einer Methyltransferase, die die gleiche Zielstelle erkennt, die von Restriktionsenzymen (Typ-1-Restriktionsenzyme) angegriffen wird, und in der Modifizierung dieser Enzyme, um sie daran zu hindern, die bakterielle DNA anzugreifen.

## Im Entwicklungsstadium
Es konnte nachgewiesen werden, dass m6A-Modifikationen in Verbindung mit anderen epigenetischen Veränderungen eine wesentliche Rolle während der eukaryontischen Entwicklung spielen. Diesbezüglich wurden m6A-Modifikationen bei hämatopoetischen Stammzellen (HSCs), neuronalen Stammzellen (NSCs) sowie primordialen Keimzellen (PCGs) während des Wachstums und der Differenzierung festgestellt. Je nach Entwicklungsstadium können Veränderungen an HSCs die Stammzelldifferenzierung entweder fördern oder hemmen, indem sie den Übergang von Epithelzellen zu hämopoetischen Zellen durch Hemmung oder Verminderung von METTL3 beeinflussen. Modifikationen an neuronalen Stammzellen (NSCs) können Veränderungen der Gehirngröße, der Neuronenbildung, des Langzeitgedächtnisses und der Lernfähigkeit bewirken. Diese Veränderungen werden häufig durch die Hemmung von METTL- oder YTHDF-readers und -writers verursacht. Im Reproduktionssystem stören m6A-Veränderungen nachweislich den Übergang von mütterlicher zu zygotischer mRNA und wirken sich negativ auf die Bildung von Gameten und die Fruchtbarkeit aus. Ähnlich wie bei NSCs ist die Hemmung der Proteinfamilien METTL und YTHDF häufig ein Katalysator für diese Veränderungen.